# Hontanaya
Hontanaya település Spanyolországban, Cuenca tartományban. Hontanaya Puebla de Almenara, Villarejo de Fuentes, Tresjuncos, Osa de la Vega, Los Hinojosos és Villamayor de Santiago községekkel határos. Lakosainak száma 257 fő (2024).

## Népesség
A település népessége az utóbbi években az alábbiak szerint változott:
| Lakosok száma | 434  | 421  | 391  | 371  | 393  | 337  | 297  | 253  | 250  | 257  |
|               | 2001 | 2004 | 2006 | 2009 | 2011 | 2014 | 2016 | 2019 | 2021 | 2024 |